# Piliny
Piliny (szlovákul: Pilíň) község Nógrád vármegyében, a Szécsényi járásban. 

## Fekvése
Szécsénytől mintegy 10 kilométerre északkeletre fekszik. A Novohrad-Nógrád UNESCO Globális Geopark települése.
A közvetlenül határos települések: észak felől Litke, északkelet felől Mihálygerge, Egyházasgerge és Karancskeszi, kelet felől Szalmatercs, délnyugat felől Endrefalva, nyugat felől pedig Szécsényfelfalu. Északnyugati irányban csak kevés híja van annak, hogy nem határos még Nógrádszakállal is.

### Megközelítése
Zsáktelepülés, közúton csak egy irányból érhető el, Endrefalva keleti településrészétől, Babattól a 22-es főútból kiágazó 22 107-es számú mellékúton. Litkével korlátozott forgalmú erdészeti utak kötik össze, a többi szomszédjával nincs közútkapcsolata.
A községet érintő helyközi autóbuszvonalak az alábbiakː 3072, 3080, 3081, 3082.

## Története
Piliny nevét 1309-ben említi először oklevél Pelin alakban írva.
A település első ismert birtokosai a Pilinyi család tagjai voltak. 1309-ben Károly Róbert király Pilinyi Péter utód nélküli halála után a falut a Rátót nemzetséghez tartozó Kokos mesternek adta. 1319-ben a király a falut Kácsik nemzetségbeli Szécsényi Farkas fia Tamás aradi ispánnak adományozta és 1324-ben ugyanőt mint erdélyi vajdát erősítette meg itteni birtokában. Az oszmán megszállás előtt a Pilinyi család birtoka, majd az 1600 körül betelepült felsővattai Wattay család települése. A Wattayak telepítették újra a falut. Különösen az evangélikus vallású Wattay I. Pál Pest-Pilis-Solt vármegye helyettes alispánja és fia Wattay János kuruc alispán fejlesztette a falut, majd a katolikus Wattay János építtette a római katolikus templomot.
Piliny 1872-től 1978-ig Nógrád vármegye Szécsényi járásához tartozott, utána 1984-ig a Balassagyarmati járás része volt. 1984–1986 között Szécsény városi jogú nagyközség környékének, 1986–1989 között Szécsény város környékének községe. Jelenleg a Szécsényi járás része.
1910-ben 816 lakosából 809 magyar, ebből 708 római katolikus, 92 evangélikus volt.

## Közélete

### Polgármesterei
- 1990–1994: Kollár Sándor (független)[5]
- 1994–1998: Kollár Sándor (független)[6]
- 1998–2002: Kollár Sándor (független)[7]
- 2002–2006: Kollár Sándor (független)[8]
- 2006–2010: Lehoczki Szabolcs (független)[9]
- 2010–2014: Lehoczki Szabolcs (független)[10]
- 2014–2019: Lehoczki Szabolcs (független)[11]
- 2019–2024: Lehoczki Szabolcs (független)[12]
- 2024– : Szabó Gábor (független)[1]

## Népesség
A település népességének változása:
| Lakosok száma | 589  | 587  | 602  | 572  | 572  | 553  | 577  |
|               | 2013 | 2014 | 2015 | 2021 | 2022 | 2023 | 2024 |

2001-ben a település lakosságának 93%-a magyar, 7%-a cigány nemzetiségűnek vallotta magát.
A 2011-es népszámlálás során a lakosok 91,6%-a magyarnak, 10,9% cigánynak, 0,2% németnek, 0,2% románnak mondta magát (8,4% nem nyilatkozott; a kettős identitások miatt a végösszeg nagyobb lehet 100%-nál). A vallási megoszlás a következő volt: római katolikus 74,2%, református 1,1%, evangélikus 2,3%, görögkatolikus 0,2%, felekezeten kívüli 6,2% (15,7% nem nyilatkozott).
2022-ben a lakosság 93,7%-a vallotta magát magyarnak, 9,3% cigánynak, 0,2% ukránnak, 0,2% románnak, 1,2% egyéb, nem hazai nemzetiségűnek (6,3% nem nyilatkozott; a kettős identitások miatt a végösszeg nagyobb lehet 100%-nál). Vallásuk szerint 54,9% volt római katolikus, 1,7% evangélikus, 0,5% református, 0,2% görög katolikus, 1,6% egyéb keresztény, 2,1% egyéb katolikus, 10,7% felekezeten kívüli (28,1% nem válaszolt).

## Nevezetességei
- Római katolikus templom
- Pincék
- Pilinyi kultúra